# 順序単位
数学において順序単位（じゅんじょたんい、英: order unit）とは、順序付きベクトル空間の各元を上から評価するために用いられる元である。したがって（後述の例で分かるように）順序単位は実数の単位元を一般化するものである。

## 定義
ベクトル空間 {\displaystyle X} 内の順序錐 {\displaystyle K\subseteq X} に対して、元 {\displaystyle e\in K} が順序単位（より正確には、{\displaystyle K}-順序単位）であるとは、すべての {\displaystyle x\in X} に対してある {\displaystyle \lambda _{x}>0} が存在し {\displaystyle \lambda _{x}e-x\in K} が成立することを言う（すなわち、{\displaystyle x\leq _{K}\lambda _{x}e} である）。

### 同値な定義
順序錐 {\displaystyle K\subseteq X} の順序単位は、{\displaystyle K} の代数的内部 {\displaystyle \operatorname {core} (K)} の元である。

## 例
{\displaystyle X=\mathbb {R} } を実数とし {\displaystyle K=\mathbb {R} _{+}=\{x\in \mathbb {R} :x\geq 0\}} とすると、単位元 {\displaystyle 1} は順序単位である。
{\displaystyle X=\mathbb {R} ^{n}} とし {\displaystyle K=\mathbb {R} _{+}^{n}=\{x\in \mathbb {R} :\forall i=1,\ldots ,n:x_{i}\geq 0\}} とすると、単位元 {\displaystyle {\vec {1}}=(1,\ldots ,1)} は順序単位である。